# 웨이멍
웨이멍(중국어: 魏萌, 병음: Wèi Méng, 한자음: 위맹, 1989년 6월 14일~)은 중화인민공화국의 사격 선수로 주 종목은 스키트이다. 2020년 하계 올림픽 여자 스키트 종목 동메달을 획득했다.